# Jan Pęczek
Jan Pęczek (ur. 21 sierpnia 1950 w Makowie Podhalańskim, zm. 27 lipca 2021 w Warszawie) – polski aktor.

## Życiorys
W 1974 ukończył studia na Wydziale Aktorskim Państwowej Wyższej Szkoły Teatralnej w Krakowie. Był związany między innymi z: Teatrem Ziemi Pomorskiej w Grudziądzu, Teatrem im. Stefana Jaracza w Olsztynie, Teatrem Śląskim im. Stanisława Wyspiańskiego w Katowicach, Teatrem Popularnym w Warszawie. Od 1982 był aktorem Teatru Współczesnego.
Jego żoną była Jadwiga Bargiełowska-Pęczek, zmarła dwa miesiące przed nim. Mieli troje dzieci i siedmioro wnuków. Zmarł 27 lipca 2021 na nowotwór szpiku kostnego, w Warszawie. Został pochowany 13 sierpnia 2021 roku na starym cmentarzu na Służewie.

## Filmografia
| Filmy fabularne                                  |                      |                                        |                                                      |
| Rok                                              | Tytuł                | Reżyser                                | Rola                                                 |
| 1977                                             | Kto da więcej co ja  | Stefan Szlachtycz                      | mężczyzna                                            |
| 1985                                             | Na wolność           | Andrzej Konic                          | Witek, dostawca warzyw                               |
| 1987                                             | Cesarskie cięcie     | Stanisław Moszuk                       | człowiek Rozmaryna                                   |
| 1989                                             | Lawa                 | Tadeusz Konwicki                       | gość na balu u Senatora                              |
| 1991                                             | Rozmowy kontrolowane | Sylwester Chęciński                    | organizator balu sylwestrowego                       |
| 1991                                             | Przeklęta Ameryka    | Krzysztof Tchórzewski                  | mężczyzna                                            |
| 2001                                             | Tam i z powrotem     | Wojciech Wójcik                        | kapitan Molski                                       |
| 2004                                             | Nigdy w życiu!       | Ryszard Zatorski                       | góral                                                |
| 2007                                             | Ryś                  | Stanisław Tym                          | Termopilski                                          |
| 2011                                             | Och, Karol 2         | Piotr Wereśniak                        | ksiądz                                               |
| 2016                                             | Powidoki             | Andrzej Wajda                          | listonosz                                            |
| Seriale telewizyjne                              |                      |                                        |                                                      |
| Rok                                              | Tytuł                | Reżyser                                | Rola                                                 |
| 1978                                             | Ślad na ziemi        | Zbigniew Chmielewski                   | robotnik Ruszniak (odc. 2)                           |
| 1979                                             | W słońcu i w deszczu | Sylwester Szyszko                      | kolega Małolepszego (odc. 2 i 4)                     |
| 1984                                             | Pan na Żuławach      | Sylwester Szyszko                      | kinooperator (odc. 8)                                |
| 1986                                             | Zmiennicy            | Stanisław Bareja                       | przedstawiciel klubu sportowego u Kłuska (odc. 9)    |
| 1988                                             | Pole niczyje         | Jan Błeszyński                         | Krudel                                               |
| 1991                                             | Pogranicze w ogniu   | Andrzej Konic                          | celnik Tymoteusz Werner, konfident gestapo (odc. 23) |
| 1992                                             | Aby do świtu...      | Krzysztof Gruber i Radosław Piwowarski | Rosjanin "od Czerkasowa" (odc. 18)                   |
| 1997                                             | Dom                  | Jan Łomnicki                           | komisarz wystawy fotograficznej (odc. 20)            |
| 2004–2005                                        | Oficer               | Maciej Dejczer                         | Zbigniew Kruszyński "Brodacz" (odc. 2-6, 8-9, 12-13) |
| 2004                                             | Na dobre i na złe    | Wojciech Wójcik                        | Misztal (odc. 185)                                   |
| 2005                                             | Pensjonat pod Różą   | Stanisław Kuźnik                       | Kazimierz Plichta (odc. 90 i 91)                     |
| 2005                                             | Boża podszewka II    | Izabella Cywińska                      | ksiądz Wacław (odc. 4)                               |
| 2006                                             | Samo życie           | Jerzy Krysiak                          | Mieczysław Puchalski, mąż Bożeny (odc. 782-784)      |
| 2006                                             | Okazja               | Grzegorz Warchoł                       | Władek, wujek Heli (odc. 17)                         |
| 2006                                             | Oficerowie           | Maciej Dejczer                         | Zbigniew Kruszyński "Brodacz" (odc. 8, 9 i 13)       |
| 2006–2008, 2011–2012, 2014–2015, 2017, 2019–2021 | Na Wspólnej          | różni                                  | Henryk Kopeć, ojciec Żanety                          |
| 2006                                             | Dwie strony medalu   | Grzegorz Warchoł                       | leśniczy (odc. 28)                                   |
| 2007                                             | Kryminalni           | Maciej Pieprzyca                       | Andrzej Moryto, ojciec Kasi (odc. 69)                |
| 2007–2021                                        | Barwy szczęścia      | różni                                  | Zenek Grzelak                                        |
| 2008                                             | Czas honoru          | Michał Kwieciński i Wojciech Wójcik    | ksiądz (odc. 4)                                      |
| 2013                                             | Prawo Agaty          | Maciej Migas                           | dziekan (odc. 42 i 45)                               |
| 2017                                             | Wojenne dziewczyny   | Michał Rogalski                        | Kocela (odc. 7)                                      |
| 2021                                             | Szadź 2              | Sławomir Fabicki i Anna Kazejak        | sędzia (odc. 1)                                      |

## Dubbing
- 1987: Dzielny mały Toster – Stary Telewizor
- 1988: Scooby-Doo i oporny wilkołak
- 1991–1993: Taz-Mania
- 1994: Fantastyczna Czwórka – wartownik 459 (odc. 25)
- 1996–1997: Incredible Hulk – Tongzing (odc. 20)
- 1999: Laboratorium Dextera: Wyprawa w przyszłość – tata
- 2005: Lassie
- 2010: Małe królestwo Bena i Holly
- 2011: The Looney Tunes Show –
  - Kapitan (odc. 1)
  - Kelner (odc. 2)
  - Jeden z policjantów w barze (odc. 3)
  - Inny policjant (odc. 3)
  - Rowerzysta (odc. 5)

## Wybrane role teatralne
- Oskarżeni. Śmierć sierżanta Karosa Scena Faktu Teatru Telewizji (2007)